# بلايموث (فيرمونت)
بليموث (بالإنجليزية: Plymouth, Vermont)، هي بلدة تقع في مقاطعة وندسور بولاية فيرمونت، الولايات المتحدة الأمريكية. بلغ عدد سكانها 641 نسمة وفقًا لتعداد عام 2020.
تُعرف البلدة بأنها مسقط رأس ونشأة كالفن كوليدج، الرئيس الثلاثين للولايات المتحدة، والذي دُفن فيها أيضًا في مقبرة بليموث نوتش. وتقوم دائرة الحفاظ على المواقع التاريخية التابعة لولاية فيرمونت بامتلاك وصيانة منزل كوليدج ومسقط رأسه، إضافة إلى قرية بليموث نوتش التاريخية.
تبلغ مساحتها 126.1 (كم²)، وترتفع عن سطح البحر 420 م، بلغ عدد سكانها 619 نسمة في عام 2010 حسب إحصاء مكتب تعداد الولايات المتحدة .

## أعلام
- غريس كوليدج
- هنري موسى بولارد

## وصلات خارجية
- The US50 - Cities and Towns in Vermont State
- Vermont Cities and Towns, Facts, Map, Flag, Colleges, Government, and More